# Aphaenogaster avita
Aphaenogaster avita är en myrart som beskrevs av Ienori Fujiyama 1970. Aphaenogaster avita ingår i släktet Aphaenogaster och familjen myror. Inga underarter finns listade i Catalogue of Life.